# Missionsbefallningen

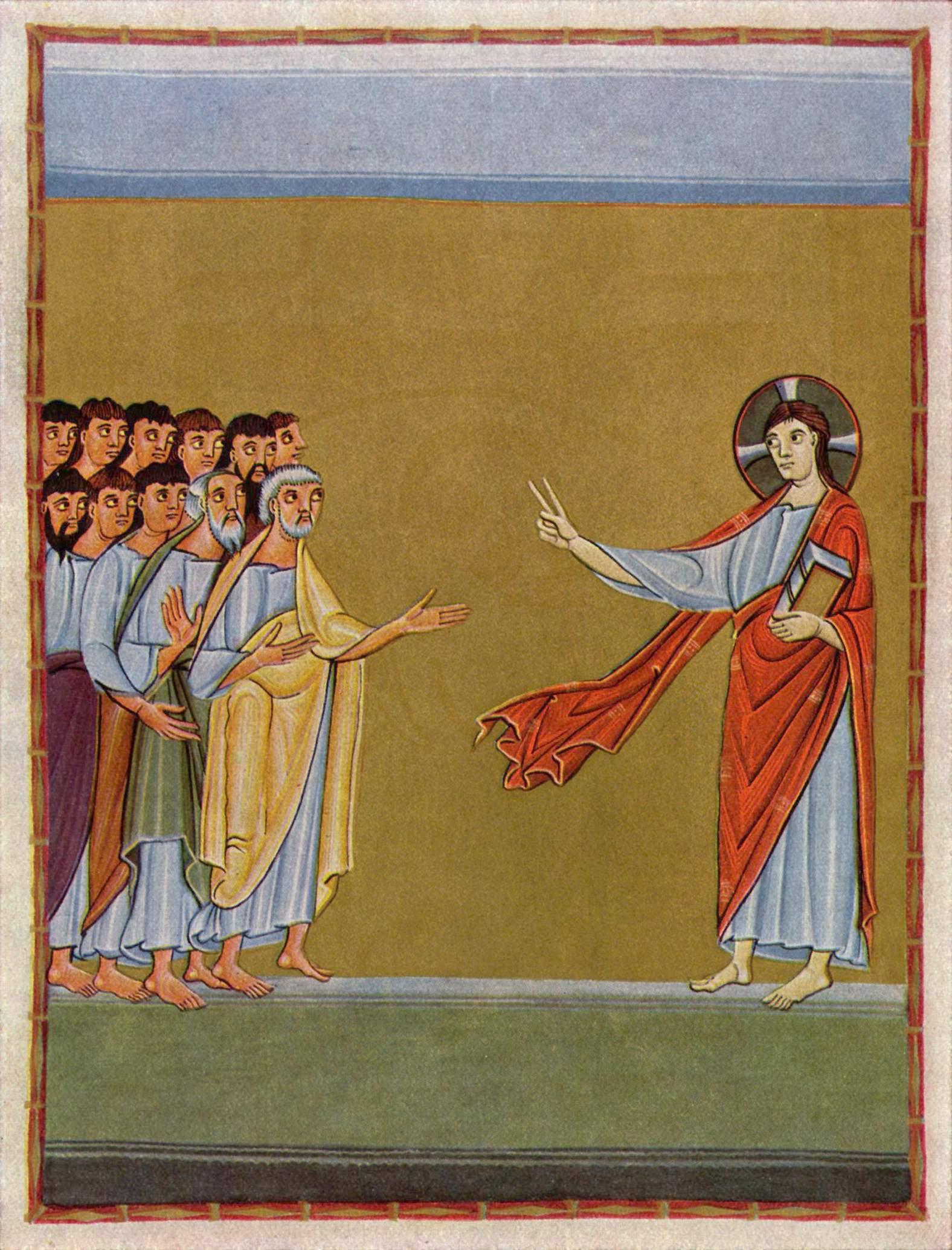
Jesu missionsbefallning enligt en medeltida bokmålning av målarskolan i Reichenau.

Missionsbefallningen, Jesu missionsbefallning eller dop- och missionsbefallningen är avslutningen i Matteusevangeliet (Matt 28:16-20) där slutorden från Jesus lyder:
| ” | Åt mig har getts all makt i himlen och på jorden. Gå därför ut och gör alla folk till lärjungar: döp dem i Faderns och Sonens och den heliga Andens namn och lär dem att hålla alla de bud jag har gett er. Och jag är med er alla dagar till tidens slut. | „ |

Missionsbefallningen startade enligt kristen tro lärjungarnas verksamhet och fick dem att gå ut och sprida sin lära och bilda församlingar runt hela Medelhavet (om detta berättas bl.a. i Apostlagärningarna: "Guds ord hade framgång och spreds alltmer" (12:24). En sådan spridning kallas mission eller sändning (jfr. Johannesevangeliet 20:21).
Icke-trinitariska troende tror att den ursprungliga texten löd "i mitt namn" och att frasen förlängdes för att återspegla den ortodoxa tron när Treenighetsläran formulerades. Och om passagen faktiskt är korrekt, såsom den står med i moderna Bibelöversättningar, finns det ingen förklaring, menar dessa, till den märkbara olydnaden hos apostlarna, då det inte en enda gång i Bibeln förekommer att de döpte någon enligt ovanstående formel. Det finns dock andra forskare som hävdar att det inte är nödvändigt att tolka Apostlagärningarna så, att dop i Jesu namn syftar på en bestämd formulering i samband med att personen kom i kontakt med vattnet.
Enligt Markusevangeliet (16:15-18) lyder befallningen:
| ”        | Den som tror och blir döpt skall bli frälst, men den som inte tror skall bli fördömd. Tecken skall följa dem som tror detta. I mitt namn skall de driva ut onda andar. De skall tala med nya tungor. De skall ta ormar i händerna, och om de dricker något dödligt gift skall det inte skada dem. De skall lägga händerna på sjuka, och de skall bli friska. | „ |
| – Fotnot | |   |